# قصعين كاليفورني
قصعين كاليفورني (الاسم العلمي: Salvia californica) هو نوع نباتي يتبع جنس القصعين من فصيلة الشفوية.